# Ganjar Mukti
Ganjar Mukti Muhardiyana (sinh ngày 12 tháng 6 năm 1994) là một cầu thủ bóng đá người Indonesia hiện tại thi đấu cho PS TNI ở vị trí Hậu vệ, Trước đó anh thi đấu cho PS Bengkulu, Persita Tangerang, Bali United F.C., PS TNI, và PSIS Semarang

## Sự nghiệp

### PS Bengkulu
Ganjar gia nhập PS Bengkulu ở Divisi Utama 2013

### Persita Tangerang
Ganjar gia nhập Persita Tangerang, và có màn ra mắt ở Inter Island Cup 2014.

### Bali United
Từ Persita Tangerang và bây giờ anh gia nhập Bali United F.C. thi đấu ở vị trí hậu vệ.

### PS TNI
Năm 2016, anh chuyển đến PS TNI từ Bali United để theo đuổi ước mơ trong Indonesian National Armed Forces.

### PSIS Semarang
Vào tháng 9 năm 2016, Ganjar gia nhập PSIS Semarang.  Anh có màn ra mắt trước Persekap Pasuruan với kết thúc 3-1 cho PSIS Semarang. Ganjar kiến tạo cho bàn thắng của Johan Yoga.